# 773

## Esdeveniments
- Cadell ap Elisedd esdevé rei de Powys (actual Gal·les).
- El nombre zero s'introdueix a Bagdad.[1]
- Carlemany creua els Alps i inicia la conquesta del Regne de Llombardia.

## Naixements

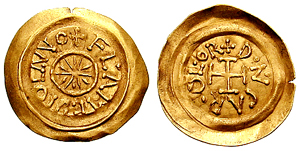
Moneda del Regne de Llombardia encunyada per Carlemany c. 773. La inscripció diu: +D'N CAR'OL'O R, / +FL'A MEDIOLANO

- Abril: Pipí d'Itàlia, fill de Carlemany i Rei d'Itàlia (781-810) sota l'autoritat de son pare.

## Necrològiques
- Brochfael ap Elisedd, rei de Powys.